# 第1咽頭弓
第1咽頭弓または顎骨弓とは、第一番目の咽頭弓。